# 俠盜王子羅賓漢
《俠盜王子羅賓漢》（英語：Robin Hood: Prince of Thieves）是1991年上映的美國冒險電影，劇情以英國民俗傳說罗宾汉為基底。本片的導演為凯文·雷诺兹，凯文·科斯特纳飾演主角羅賓漢。電影上映後評價褒貶不一，不過全球票房高達3.9億美元，是年度票房亞軍。本片的主題曲(Everything I Do) I Do It for You入圍奥斯卡最佳原创歌曲奖。

## 劇情大綱
在12世紀，英格蘭王國貴族「洛克斯利的羅賓」原本是驕縱的貴族之子，跟隨理查一世參加第三次十字军东征多年後被敵方俘虜於耶路撒冷。逃獄後，改頭換面的羅賓回到英格蘭，逃獄時救出的摩尔人阿辛發誓會跟隨羅賓直到報答救命之恩為止。
然而，殘忍的諾丁翰郡主趁著國王出征時密謀篡位，他四處徵稅，企圖以大量財寶賄賂貴族，羅賓的父親因拒絕而被他殺害。諾丁翰郡主自身並沒有雄才大略，決策主要依賴其父母死前託付的女巫Mortianna，Mortianna指示要盡速消滅羅賓。羅賓和好友的妹妹兼舊識瑪麗安相逢，羅賓曾向死在獄中的好友發誓會保護瑪麗安。瑪麗安是國王的表妹，她有自信能保護自己。
羅賓因為與郡主的手下交過手，為了躲避追捕並前往城裡而進入鬧鬼的雪伍德森林。羅賓在森林裡遇到一群山賊，山賊原本將他鄙視為貴族公子，但羅賓藉由打贏首領小約翰而贏得尊重。羅賓喬裝進到城裡，與郡主打了照面，並劃傷郡主的臉，郡主憤而懸賞「羅賓漢」。郡主的強硬搜索使更多人民難以生活，羅賓回到森林，帶領越來越多加入盜賊一夥的人們。眾人有策略地搶劫穿越森林的貴族，並將贓物分給一般民眾，因此得到眾人愛戴，但有一盜賊威爾·史卡勒始終對羅賓抱有明顯敵意。瑪麗安造訪過盜賊的山寨，對羅賓頗為青睞。
郡主一直無法逮到羅賓，且賄賂貴族的錢被劫走大半。最後他決定雇用凯尔特人來對付羅賓。盜賊們奮力抵禦凯尔特人的進攻，但仍有許多傷亡，山寨被破壞，數人被俘虜。郡主宣布將在諾丁漢城堡裡處決俘虜，以逼迫羅賓現身，當天他也將強娶瑪麗安，以取得爭取王位的機會。羅賓受到史卡勒的質疑，隨後史卡勒坦承自己是羅賓父親的私生子。羅賓對這位同父異母的兄弟真情以待，並承諾會貫徹起義。另一方面，郡主也得知自己其實是Mortianna的親生兒子，一時大受打擊。
羅賓帶著幾名主要手下潛入城裡，藉由阿辛提供的火药技術救下同伴，並鼓吹城裡人民起義反抗郡主。郡主抓走瑪麗安，企圖在逃離之前完成證婚，羅賓與郡主以劍決鬥，最終羅賓以瑪麗安給的匕首刺殺郡主。阿辛殺死了嘗試攻擊羅賓的Mortianna，報答了救命之恩。一段時間後，羅賓與瑪麗安在眾人的祝賀下舉行婚禮，儀式被歸來的理查一世打斷。不過理查一世欣然見證兩人成婚，並感謝羅賓幫他守住王位，最後羅賓與瑪麗安相吻。

## 演員
- 凯文·科斯特纳飾演罗宾汉[5]
- 摩根·弗里曼飾演阿辛（Azeem），全名是Azeem Edin Bashir Al Bakir。
- Mary Elizabeth Mastrantonio（英语：Mary Elizabeth Mastrantonio）飾演瑪麗安（英语：Maid Marian），英國國王的表妹。
- 克利斯汀·史萊特飾演威爾·史卡勒（英语：Will Scarlett）
- 艾倫·瑞克曼飾演諾丁翰郡主（英语：Sheriff of Nottingham）[6]
- Geraldine McEwan（英语：Geraldine McEwan）飾演Mortianna
- Michael McShane（英语：Mike McShane）飾演塔克修士（英语：Friar Tuck）
- Brian Blessed（英语：Brian Blessed）飾演洛克斯利（英语：Loxley, South Yorkshire）勳爵，羅賓的父親。
- Michael Wincott（英语：Michael Wincott）飾演吉斯伯恩的蓋伊（英语：Guy of Gisborne），諾丁翰郡主的表兄弟。
- Nick Brimble（英语：Nick Brimble）飾演小約翰
- Harold Innocent（英语：Harold Innocent）飾演Bishop of Hereford（英语：Bishop of Hereford (Robin Hood)）
- Walter Sparrow（英语：Walter Sparrow）飾演鄧肯（Duncan）
- Daniel Newman（英语：Daniel Newman (British actor)）飾演小狼（Wulf），小約翰的兒子。
- Daniel Peacock（英语：Daniel Peacock）飾演大牛（Bull）
- Jack Wild（英语：Jack Wild）飾演Much（英语：Much the Miller's Son）
- Soo Drouet飾演芬妮（Fanny），小約翰的妻子。
- Liam Halligan飾演Peter Dubois，羅賓的好友，瑪麗安的哥哥。
- Michael Goldie（英语：Michael Goldie）飾演Kenneth
- 肖恩·康纳利飾演理查一世[7]（未掛名）

## 製作
本片的主体拍摄於1990年9月6日至12月22日間進行。

## 腳註
1. ↑  Easton, Nina J. . 洛杉磯時報. 1990-07-24  [2010-10-02]. （原始内容存档于2016-12-20）.
2. ↑  . 英國電影分級委員會. 1991-07-04  [2016-01-19]. （原始内容存档于2023-10-23）.
3. 1 2  . Box Office Mojo.   [2016-10-29]. （原始内容存档于2023-10-23）.
4. ↑  Billington, Michael. . Orlando Sentinel. 1991-03-18  [2017-03-22]. （原始内容存档于2016-03-03）.
5. ↑  Dowd, Maureen. . 纽约时报. 1991-06-09  [2021-09-01]. （原始内容存档于2023-10-23）.
6. ↑  Leydon, Joe. . 洛杉磯時報. 1991-06-09  [2010-10-02]. （原始内容存档于2016-03-06）.
7. ↑  Pugh, Tison. . Coyne Kelly, Kathleen; Pugh, Tison  (编). . Farnham: Ashgate. 2009: 161. ISBN 978-0-7546-7592-1.
8. ↑  Block, Alex Ben; Wilson, Lucy Autrey. . London: HarperCollins. 2010: 742. ISBN 978-0-06-177889-6 –Internet Archive （英语）.

## 延伸閱讀
- Pearce, Garth. . New York: Mallard Press. 1991. ISBN 9780792456339 –Internet Archive （英语）.
- Green, Simon. . UK: Fantail. 1991. ISBN 9780140903409 –Internet Archive （英语）.

## 外部連結
- 美国电影学会目录上的《俠盜王子羅賓漢》（英文）
- 互联网电影数据库（IMDb）上《俠盜王子羅賓漢》的资料（英文）
- TCM电影资料库上《俠盜王子羅賓漢》的资料（英文）
- AllMovie上《俠盜王子羅賓漢》的资料（英文）
- Box Office Mojo上《俠盜王子羅賓漢》的資料（英文）